# Georges Lutz
Georges Adam Charles Lutz (3 de novembro de 1884 — 31 de janeiro de 1915) foi um ciclista francês que representou França nos Jogos Olímpicos de Verão de 1908, competindo em duas provas de ciclismo de pista. Foi morto em combate durante a Primeira Guerra Mundial.